# Lampona ampeinna
Lampona ampeinna is een spinnensoort uit de familie Lamponidae. De soort komt voor in West-Australië en het midden van Australië.